# Каныбек (фильм, 1978)
«Каныбек» (кирг. Каныбек) — советский художественный фильм, снятый режиссером Геннадием Базаровым на киностудии «Киргизфильм» в 1978 году.
Картина поставлена по мотивам одноименного романа киргизского писателя Касымалы Джантошева «Каныбек».

## Сюжет
Действие фильма происходит в 19 веке. Юношу Каныбека за незначительную провинность продают в рабство. Его разлучают с матерью и любимой девушкой. Ему все время приходится сталкиваться с вопиющей несправедливостью. Не желая терпеть произвол господ, Каныбек решает бороться за справедливость. Он борется в одиночку и, терпит поражение. Постепенно Каныбек начинает осознавать, что нужно бороться сообща...

## В ролях
- Аман Камчыбеков — Каныбек (озвучил Юрий Демич)
- Советбек Джумадылов — Айдарбек (озвучил Валерий Кравченко)
- Г. Каримова — Анархан (озвучила Татьяна Иванова)
- Суйменкул Чокморов — Джолой (озвучил Николай Мартон)
- Чоробек Думанаев — Карабек (озвучил Аркадий Пышняк)
- Дуйшен Байтобетов — Тюлькюбек (озвучил Олег Белов)
- Турсун Уралиев — Джеентай (озвучил Анатолий Столбов)
- Бакен Кыдыкеева — Салтанат (озвучила Людмила Чупиро)
- Сабира Кумушалиева — Супахан (озвучила Тамара Тимофеева)
- Нематжон Нематов — Зуннахун (озвучил Юрий Дедович)
- Алиман Джангорозова — мать Каныбека
- Бакы Омуралиев — Акмат

В эпизодах
- Раиса Мухамедьярова
- Асанкул Куттубаев
- Жекшенаалы Арсыгулов
- Мира Курманалиева
- К. Табалдиев
- Алмаз Кыргызбаев

## Съемочная группа
- Режиссер: Геннадий Базаров
- Сценаристы: Кадыркул Омуркулов, Геннадий Базаров
- Оператор: Мурат Джергалбаев
- Композитор: Калый Молдобасанов
- Художник-постановщик: Казбек Жусупов
- Звукооператор: Юрий Шеин
- Мастера по свету: Н. Толстых, Д. Акманов
- Монтажёр: Светлана Орозалиева
- Художник по костюмам: Муса Абдиев
- Художник-гример: Вера Белякова
- Художник-декоратор: Бекин Чукулдуков
- Фотохудожник: Александр  Федоров
- Ассистенты режиссёра: Алымкул Алымбаев, Э. Асаналиев
- Ассистенты оператора: Т. Мамбеталиев, В. Галушко, Ж. Дуйшалиев
- Редактор: Ашим Жакыпбеков
- Директор картины: Иманкул Абдыкулов

Дублирование на русский язык
- Режиссер дубляжа: Людмила Чупиро
- Звукооператор: Леонид Гавриченко

Фильм дублирован на киностудии «Ленфильм» в 1979 году.